# Cleantioides bruscai
Cleantioides bruscai är en kräftdjursart som först beskrevs av Brian Frederick Kensley 1987.  Cleantioides bruscai ingår i släktet Cleantioides och familjen Holognathidae. Inga underarter finns listade i Catalogue of Life.